# XSPB 8
XSPB 8, também conhecido como Xuxa Só para Baixinhos 8, é o décimo quinto álbum de vídeo, e o trigésimo primeiro álbum de estúdio da cantora e apresentadora brasileira Xuxa, lançado em 13 de setembro de 2008 pela Som Livre. Este é o oitavo álbum da coleção Só para Baixinhos e foi produzido por Mônica Muniz e Luiz Cláudio Moreira.

## Lançamento e recepção
O álbum XSPB 8 foi lançado em 13 de setembro de 2008 vendendo 1 milhão de cópias em 2008-2009 e entre 125-150 mil cópias em 2011, totalizando mais de 1.100.000 cópias vendidas , alcançando a 7ª posição na lista dos DVDs mais vendidos no Brasil em 2008, feito que se repetiu em 2011. Recebeu certificação de platina dupla pela Pro-Música Brasil, por ultrapassar 100 mil cópias vendidas.
As músicas mais populares incluem "Boneca de Lata", "Olha a Música", “Tabuada do Nove” e "Tumbalacatumba". Este foi o último álbum da coleção Só Para Baixinhos lançado pela Som Livre, antes de Xuxa firmar contrato com a Sony Music. No final de 2014, os XSPBs 6, 7 e 8 foram relançados em Blu-ray pela Som Livre.

## Lista de faixas
| N.º            | Título                                                           | Compositor(es)                                               | Duração |  |
| 1.             | "XSPB No Ar"                                                     | Vanessa Alves Leonardo Sperling                              | 1:45    |  |
| 2.             | "Olha a Música"                                                  | Vanessa Alves Rafael Sperling                                | 2:29    |  |
| 3.             | "É Hora do Recreio"                                              | Vanessa Alves Leonardo Sperling                              | 2:06    |  |
| 4.             | "Tumbalacatumba"                                                 | Vanessa Guzzo Arjona                                         | 2:57    |  |
| 5.             | "O Mundo do Contrário"                                           | Vanessa Alves Ary Sperling Rogério Meanda                    | 2:30    |  |
| 6.             | "Pot-Pourri: Boneca de Lata/ Dez Indiozinhos/ Eu Entrei na Roda" | D. P. - Arranjo e Adaptação: Vanessa Alves Xuxa Meneghel     | 3:05    |  |
| 7.             | "Aquecendo Com a Bila Bilú"                                      | Vanessa Alves Ary Sperling Rogério Meanda                    | 1:44    |  |
| 8.             | "O Professor de Música" (com Gabriel, o Pensador e Tiago Mocotó) | Gabriel o Pensador Tiago Mocotó                              | 3:23    |  |
| 9.             | "ABC do Txutxucão"                                               | Vanessa Alves Ary Sperling Rogério Meanda                    | 2:44    |  |
| 10.            | "A Tabuada do Nove"                                              | Vanessa Alves Rafael Sperling                                | 1:46    |  |
| 11.            | "Brincando de Soletrar"                                          | Vanessa Alves Leonardo Sperling                              | 1:48    |  |
| 12.            | "As Palavrinhas Mágicas"                                         | Vanessa Alves Rafael Sperling                                | 1:58    |  |
| 13.            | "Os Doze Meses"                                                  | Vanessa Alves Leonardo Sperling                              | 1:47    |  |
| 14.            | "Um Bom Livro"                                                   | Vanessa Alves Rafael Sperling                                | 1:42    |  |
| 15.            | "Escove os Dentes" (Brush Your Teeth)                            | Raffi Louise Dain Cullen Versão: Vanessa Alves Xuxa Meneghel | 1:14    |  |
| 16.            | "Contar Carneirinhos"                                            | Vanessa Alves Ary Sperling                                   | 2:44    |  |
| Duração total: | Duração total:                                                   | Duração total:                                               | 35:59   |  |

| DVD            | |                                                              |         |  |
| N.º            | Título                                                                                             | Compositor(es)                                               | Duração |  |
| 1.             | "Introdução"                                                                                       |                                                              | 0:44    |  |
| 2.             | "XSPB No Ar"                                                                                       | Vanessa Alves Leonardo Sperling                              | 1:13    |  |
| 3.             | "Passagem (Música com Vogais)"                                                                     |                                                              | 0:45    |  |
| 4.             | "Escove os Dentes" (Brush Your Teeth)                                                              | Raffi Louise Dain Cullen Versão: Vanessa Alves Xuxa Meneghel | 1:14    |  |
| 5.             | "Passagem (Soletrando)"                                                                            |                                                              | 0:45    |  |
| 6.             | "Brincando de Soletrar"                                                                            | Vanessa Alves Leonardo Sperling                              | 1:48    |  |
| 7.             | "Passagem (Truques da Tabuada do Nove)"                                                            |                                                              | 1:18    |  |
| 8.             | "A Tabuada do Nove"                                                                                | Vanessa Alves Rafael Sperling                                | 1:46    |  |
| 9.             | "Passagem (Vogais)"                                                                                |                                                              | 0:52    |  |
| 10.            | "As Palavrinhas Mágicas"                                                                           | Vanessa Alves e Rafael Sperling                              | 1:58    |  |
| 11.            | "Passagem (Números de 1 a 8)"                                                                      |                                                              | 1:00    |  |
| 12.            | "Os Doze Meses"                                                                                    | Vanessa Alves Leonardo Sperling                              | 1:47    |  |
| 13.            | "Passagem (Música)"                                                                                |                                                              | 0:50    |  |
| 14.            | "Olha a Música"                                                                                    | Vanessa Alves Rafael Sperling                                | 2:29    |  |
| 15.            | "Passagem (Abecedário)"                                                                            |                                                              | 0:42    |  |
| 16.            | "ABC do Txutxucão"                                                                                 | Vanessa Alves Ary Sperling Rogério Meanda                    | 2:44    |  |
| 17.            | "Passagem (Músicas Infantis)"                                                                      |                                                              | 1:14    |  |
| 18.            | "É Hora do Recreio"                                                                                | Vanessa Alves Leonardo Sperling                              | 2:06    |  |
| 19.            | "Passagem (Números de 1 a 8)"                                                                      |                                                              | 0:52    |  |
| 20.            | "Aquecendo Com a Bila Bilú"                                                                        | Vanessa Alves Ary Sperling Rogério Meanda                    | 1:44    |  |
| 21.            | "Passagem (Letra M antes do P e B)"                                                                |                                                              | 1:16    |  |
| 22.            | "O Mundo do Contrário"                                                                             | Vanessa Alves Ary Sperling Rogério Meanda                    | 2:30    |  |
| 23.            | "Passagem (Músicas Infantis)"                                                                      |                                                              | 1:00    |  |
| 24.            | "O Professor de Música" (com Gabriel, o Pensador e Tiago Mocotó)                                   | Gabriel o Pensador Tiago Mocotó                              | 3:23    |  |
| 25.            | "Passagem (Contar)"                                                                                |                                                              | 1:03    |  |
| 26.            | "Pot-Pourri: Boneca de Lata/ Dez Indiozinhos/ Eu Entrei na Roda"                                   | D. P. - Arranjo e Adaptação: Vanessa Alves Xuxa Meneghel     | 3:05    |  |
| 27.            | "Passagem (Números de 1 a 8)"                                                                      |                                                              | 0:45    |  |
| 28.            | "Tumbalacatumba"                                                                                   | Vanessa Guzzo Arjona                                         | 2:57    |  |
| 29.            | "Passagem (Livros)"                                                                                |                                                              | 0:46    |  |
| 30.            | "Um Bom Livro"                                                                                     | Vanessa Alves Rafael Sperling                                | 1:42    |  |
| 31.            | "Passagem (Vogais)"                                                                                |                                                              | 1:28    |  |
| 32.            | "Contar Carneirinhos"                                                                              | Vanessa Alves Ary Sperling                                   | 2:44    |  |
| 33.            | "Créditos" (É Hora do Recreio/ABC do Txutxucão/O Professor de Música/Os Doze Meses (Instrumental)) |                                                              | 11:01   |  |
| Duração total: | Duração total:                                                                                     | Duração total:                                               | 1:03:03 |  |

## Créditos e equipe
- Direção Artística: Xuxa Meneghel
- Direção: Paulo de Barros
- Produtores: Luiz Cláudio Moreira e Mônica Muniz
- Direção de Produção: Junior Porto
- Produção Musical: Ary Sperling
- Capa e Encarte: Felipe Gois
- Direção de Fotografia: André Horta
- Cenografia: Lueli Antunes

## Vendas e certificações
| Região                                              | Certificação | Vendas    |
| --------------------------------------------------- | ------------ | --------- |
| Brasil (Pro-Música Brasil) DVD                      | 2× Platina   | 1,100,000 |
| *números de vendas baseados somente na certificação |              |           |

## Coleção XSPB Vol. 1 ao 8
A Coleção XSPB Vol. 1 ao 8 é o primeiro box da cantora e apresentadora Xuxa Meneghel, reunindo os álbuns de DVD da série Xuxa Só Para Baixinhos, pegou 1º lugar nas vendas de dvds de 2009.

### DVD
- Só Para Baixinhos
(2000)
- Só Para Baixinhos 2
(2001)
- Só Para Baixinhos 3 - Country
(2002)
- Só Para Baixinhos 4 - Praia
(2003)
- Circo
(2004)
- Festa
(2005)
- Só Para Baixinhos 7 - Brincadeiras
(2007)
- Só Para Baixinhos 8
(2008)

## Histórico de lançamento
| Região | Data                   | Formato(s) | Gravadora(s) | Referência(s) |
| ------ | ---------------------- | ---------- | ------------ | ------------- |
| Brasil | 13 de setembro de 2008 | CD DVD     | Som Livre    |               |